# Emulsione

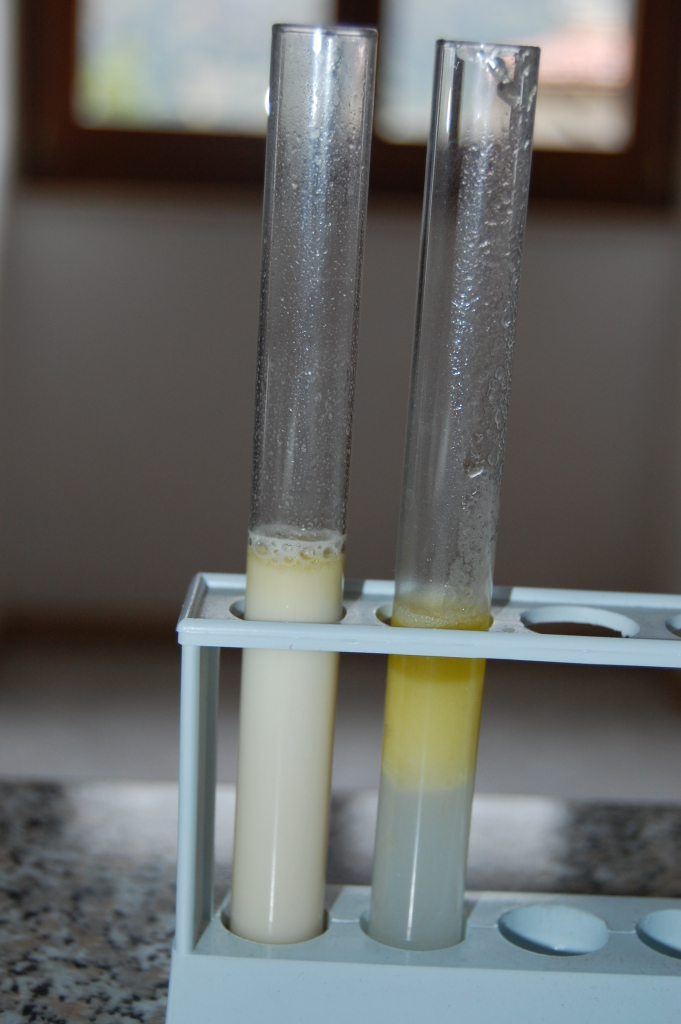
A sinistra: acqua, olio di oliva e lecitina di soia come emulsionante, a destra senza emulsionante

L'emulsione è una miscela temporaneamente stabile di due fluidi immiscibili, uno dei quali (fase dispersa) è disperso nell'altro (fase disperdente) sotto forma di goccioline. Emulsioni comuni possono essere olio sospeso in acqua o fase acquosa (o/w) o acqua sospesa nell'olio. Tali fasi sono stabilizzate da un film interfacciale di tensioattivo o di polimero idrofilo intorno alle goccioline disperse. Comuni emulsioni alimentari sono ad esempio il latte (emulsione acquosa); la margarina (emulsione di acqua in olio); il gelato (emulsione di olio e aria in acqua con particelle di ghiaccio solide).

## Caratteristiche
Essa è il risultato di due o più liquidi che, agitati, non si miscelano in maniera omogenea (cioè le due fasi sono distinguibili anche dopo la miscelazione). L'emulsione è quindi un particolare "miscuglio meccanico" (o "miscela eterogenea").
La sua stabilità dipende da:
- la densità delle due fasi;
- la temperatura e la presenza di sostanze tensioattive (emulsionanti);
- la presenza di elettroliti.

Tipiche emulsioni sono i sistemi acqua in olio (A/O, dove l'acqua è dispersa in olio), oppure olio in acqua (O/A, dove è l'olio a essere disperso in acqua, come per esempio nella maionese). L'emulsionante può già essere contenuto nella sostanza da emulsionare (emulsioni naturali) o viene aggiunto con il veicolo (emulsioni artificiali). Sono emulsioni naturali, stabilizzate da proteine, il latte e il burro. Le emulsioni artificiali sono utilizzate in farmacia (olio di fegato di merluzzo emulsionato), in cosmetici (creme), nell'industria dei detersivi, dei lubrificanti, delle vernici, degli insetticidi, e si preparano mediante emulsionatori, costituiti da recipienti in cui sono montate una o più eliche che ruotano ad alta velocità.

## Impieghi alimentari
Le emulsioni olio in acqua sono comuni nei prodotti alimentari:
- maionese e Salse Hollandaise  sono emulsioni olio in acqua stabilizzate con tuorlo d'uovo lecitina con altri tipi di additivi alimentari
- Latte omogeneizzato è un'emulsione di grasso di latte in acqua, con proteine del latte come emulsionante
- Vinaigrette – un'emulsione di olio vegetale nell'aceto, se questo viene preparato usando solo olio e aceto (cioè senza un emulsionante), ne risulta un'emulsione instabile

Le emulsioni acqua-in-olio sono meno comuni negli alimenti:
- Burro è un'emulsione di acqua nel grasso di burro
- margarina

Altri alimenti possono essere trasformati in prodotti simili alle emulsioni, ad esempio emulsione di carne è una sospensione di carne in liquido simile alle vere emulsioni.

## Impieghi farmaceutici

### O/A
- Uso orale:
  - Attenuano il sapore sgradevole di alcuni olii (olio di ricino, come lassativo), permettono di somministrare, disciolti nella fase oleosa, farmaci insolubili in acqua. La somministrazione per via orale di farmaci in forma emulsionata ha evidenziato un migliore assorbimento per es. con l'influenza esercitata dal tensioattivo sulla permeabilità delle membrane biologiche.
- per uso cutaneo: 
  - Sono facilmente asportabili con acqua. Ad esempio le creme a base di stearato (l'acido stearico è il componente più abbondante della fase oleosa mentre un suo sale alcalino è l'emulsionante).
- Per via parenterale:
  - nutrizione parenterale costituita da lipidi, zuccheri e vitamine.

### A/O
- Per uso cutaneo:
  - Le creme idrofobe hanno sulla pelle un'azione occlusiva che favorisce la reidratazione dello strato corneo; inoltre quando vengono asportate, per la viscosità dell'olio e per la sua azione solvente, facilitano l'asportazione del trucco.
  - Le emulsioni multiple possono essere del tipo O/A/O oppure A/O/A.

Le emulsioni multiple sono studiate per un eventuale impiego come sistemi di cessione in campo farmaceutico e cosmetico.
Vantaggi:
- Possono incorporare in un'unica preparazione sostanze incompatibili fra loro
- Migliorano la stabilità
- Prolungano l'azione dei composti in esse racchiusi.